# Maria de Boulogne
Per la Maria de Boulogne que fou comtessa de 1422 a 1437, vegeu Maria d'Alvèrnia
Maria de Blois o de Boulogne, nascuda el 1136, morta a Montreuil el 25 de juliol de 1182, va ser comtessa de Boulogne de 1159 a 1170. Era filla d'Esteve de Blois, comte de Mortain, després duc de Normandia, rei d'Anglaterra, i de Matilde, comtessa de Boulogne.

## Biografia
De jove fou col·locada en un convent a Stratford Middlesex. El 1150/1152, els seus pares van crear un nou convent per a ella a Lillechurch (avui Higham al Kent), una dependència de l'abadia de Saint-Sulpice des Bois (prop de Rennes. Encara que no va tenir el títol de priora, va tenir segons tota evidència una posició d'autoritat en aquest convent.
Una mica abans de 1160, va esdevenir abadessa de Romsey, un establiment religiós de renom. Però els seus dos germans van morir respectivament el 1153 i el 1159, deixant-la com a titular del comtat de Boulogne. Mateu d'Alsàcia la va segrestar d'un convent i s'hi va casar per la força, esdevenint així comte uxori de Boulogne.
L'Església va reaccionar immediatament i va excomunicar a la parella, però aquesta es va mantenir unida. L'excomunió fou renovada el 1162 i estesa als canonges que els donaven suport, i després la vila de Boulogne fou colpida amb l'interdicte canònic el 1168. Finalment, la parella es va sotmetre i es va separar el 1170 i el matrimoni va quedar annul·lat. Maria es va retirar a Montreuil, mentre que Mateu va continuar dirigint el comtat de Boulogne.

## Matrimoni i descendència
Es va casar amb Mateu d'Alsàcia i van tenir dues filles:
- Ida de Lorena († 1216), comtessa de Boulogne, casada a:
- # el 1181 amb Gerard de Gueldre († 1181)
- # el 1183 amb Bertold IV († 1186), duc de Zähringen
- # el 1190 amb Renald (vers 1175 † 1227), comte de Dammartin
- Matilde de Boulogne (1170 † 1210),casada el 1179 amb Enric I (1165 † 1235), duc de Brabant